# PERSONZ BEST II
『PERSONZ BEST II』（パーソンズ・ベスト・ツー）は、日本のロックバンド、PERSONZの3枚目のベスト・アルバムである。制作にはPERSONZのメンバーは関わっていない作品である。

## 収録曲

### Disc-1
1. Burnin' With Love
 （作詞：JILL / 作曲：渡邉貢 / 編曲：PERSONZ）
2. Girls, Will Be Girls
 （作詞：JILL / 作曲：渡邉貢 / 編曲：PERSONZ）
3. Walkin' Day Dream
 （作詞：JILL / 作曲：本田毅 / 編曲：PERSONZ）
4. 陽炎達のGOSPEL
 （作詞：JILL / 作曲：本田毅 / 編曲：PERSONZ）
5. Tomorrow Is Another Day
 （作詞：JILL / 作曲：渡邉貢 / 編曲：PERSONZ）
6. Never Surrender
 （作詞：JILL / 作曲：渡邉貢 / 編曲：PERSONZ）
7. Time Traveler
 （作詞：JILL / 作曲：藤田勉 / 編曲：PERSONZ）
8. PHYSICAL BEATS
 （作詞：JILL / 作曲：本田毅 / 編曲：PERSONZ）
9. FUNNY MONEY
 （作詞：JILL / 作曲：渡邉貢 / 編曲：PERSONZ）
10. CRY FOR THE MOON
 （作詞：JILL / 作曲：渡邉貢 / 編曲：PERSONZ）
11. POISON MIND
 （作詞：JILL / 作曲：渡邉貢 / 編曲：PERSONZ）
12. TENDERNESS (IT'S SO SENSITIVE)
 （作詞：JILL / 作曲：渡邉貢 / 編曲：PERSONZ）
13. MODERN BOOGIE (FOR THE GOLDEN AGE)
 （作詞：JILL / 作曲：JILL・渡邉貢 / 編曲：PERSONZ）
14. TEARS (Reminiscence)
 （作曲：渡邉貢）
15. ROCK MY HEART
 （作詞：JILL / 作曲：渡邉貢 / 編曲：PERSONZ）

### Disc-2
1. DEAREST BOY
 （作詞：JILL / 作曲：渡邉貢 / 編曲：PERSONZ）
2. BIG COUNTRY
 （作詞：JILL / 作曲：渡邉貢 / 編曲：PERSONZ）
3. TO THE 1999：XANADU
 （作詞：JILL / 作曲：本田毅 / 編曲：PERSONZ）
4. PIECE OF TEARS
 （作詞：JILL / 作曲：本田毅 / 編曲：PERSONZ）
5. Love Is Mystery
 （作詞：JILL / 作曲：渡邉貢 / 編曲：PERSONZ）
6. Lonesome Paradise
 （作詞：JILL / 作曲：渡邉貢 / 編曲：PERSONZ）
7. Magic Moments
 （作詞：JILL / 作曲：渡邉貢 / 編曲：PERSONZ）
8. Plastic Beauty
 （作詞：JILL / 作曲：本田毅 / 編曲：PERSONZ）
9. Inside Storm
 （作詞：JILL / 作曲：藤田勉 / 編曲：PERSONZ）
10. Deja Vu
 （作詞：JILL / 作曲：本田毅 / 編曲：PERSONZ）
11. MARQUEE MOONを聞きながら
 （作詞：JILL / 作曲：渡邉貢 / 編曲：PERSONZ）
12. MATERIAL MONSTERS PANIC!
 （作詞：JILL / 作曲：本田毅 / 編曲：PERSONZ）
13. TRAVELIN' (Believe In My Love)
 （作詞：JILL / 作曲：渡邉貢 / 編曲：PERSONZ）
14. NEO BARBARIANS (Wild Life- Wild Eyes)
 （作詞：JILL / 作曲：本田毅 / 編曲：PERSONZ）

### Disc-3
1. CRUSH HEARTS (Get Up'N GO!)
 （作詞：JILL / 作曲：本田毅 / 編曲：PERSONZ）
2. ENFANT TERRIBLE（恐るべき子供たち）
 （作詞：JILL / 作曲：藤田勉 / 編曲：PERSONZ）
3. PAPER MOON
 （作詞：JILL / 作曲：本田毅 / 編曲：PERSONZ）
4. CELEBRATE SONG（祝福の歌）
 （作詞：JILL / 作曲：渡邉貢 / 編曲：PERSONZ）
5. FIND MYSELF
 （作詞：JILL / 作曲：渡邉貢 / 編曲：PERSONZ）
6. 1%の夢
 （作詞：JILL / 作曲：本田毅 / 編曲：PERSONZ）
7. LET'S GET TOGETHER
 （作詞：JILL / 作曲：本田毅 / 編曲：PERSONZ）
8. 恋をしよう
 （作詞：JILL / 作曲：渡邉貢 / 編曲：PERSONZ）
9. WILD FLOWERS
 （作詞：JILL / 作曲：藤田勉 / 編曲：PERSONZ）
10. MY VALENTINE
 （作詞：JILL / 作曲：本田毅 / 編曲：PERSONZ）
11. NEVER SAY NEVER, BE YOURSELF!
 （作詞：JILL / 作曲：本田毅 / 編曲：PERSONZ）
12. BOLERO
 （作詞：JILL / 作曲：渡邉貢 / 編曲：PERSONZ）

## 品番
- CD:TECN-55293-55295